# Храм Константина и Елены (Берлин)
Храм Святы́х Равноапо́стольных Константи́на и Еле́ны (нем. Heiligen Konstantin und Helena Kirche) — православная церковь в Берлинском районе Тегель, в центре русского кладбища Берлин-Тегель. Относится к Берлинской епархии Русской православной церкви. Настоятель — протоиерей Сергий Владимирович Силаганов.

## История
В 1892 года православным Свято-Владимирским братством и настоятелем посольского храма в Берлине протоиереем Алексеем Мальцевым, было приобретено два участка земли: один — для устройства православного кладбища в пригородной тогда деревне Тегель и другой — для строительства Братского дома, предназначением которого была благотворительность и просветительская деятельность. В 1893 году при участии Свято-Князь-Владимирского братства на купленных участках был заложен златоглавый православный храм во имя равноапостольных Константина и Елены.
Церковь строилась по проекту, присланному из России, руководил постройкой местный архитектор Бомм. Один из братьев Елисеевых, известный своей благотворительной деятельностью — Александр Григорьевич Елисеев, подарил храму позолоченный иконостас резного дуба. В храм поступили иконы из Синода и с Афонской Горы. Престол и жертвенник изготовлены из белого каррарского мрамора с позолоченными крестами. Через год храм Константина и Елены был торжественно освящён, что стало радостным событием также для греческой, сербской и румынской общин, не имевших своих церквей и совершавших богослужения в русской посольской церкви. Поскольку собор строился только для кладбищенских нужд, то и вмещает он от силы человек 30-40. Над главным кладбищенским входом была сооружена звонница с пятью колоколами, тоже щедрый дар А. Г. Елисеева.
По распоряжению Александра III в Тегель привезли 4 тонны земли, собранной в 20 российских губерниях, земля была рассыпана по всему участку кладбища. Из России были доставлены также саженцы деревьев — липы, дуба, клёна, — для того чтобы почившие на чужбине смогли найти покой в родной земле под сенью русских деревьев. С течением времени кладбище стало мемориалом русской эмиграции в Германии.
После войны в храме не оказалось ни дверей, ни рам, ни стекол. Ограда участка, протяженностью более 300 метров, получила сильные повреждения.
С окончанием войны, всю работу по организации приходской жизни и церковного хозяйства пришлось начинать сначала. Прежде всегo, Приходской совет Тегельского прихода обратился к французским (в секторе которых находится приходское имущество) и русским оккупационным властям с просьбой передать имущество бывшего Владимирского братства Русской Православной Церкви в Германии, признающей каноническую власть Москoвского Патриарха. Просьба Приходского совета была удовлетворена. Постановлением участкового суда первой инстанции района Веддинг от 27 марта 1946 года имущество бывшего Владимирского братства былo передано в собственность Русской Православной Церкви в Германии, с соответствующей отметкой в кадастровых книгах.